# إسبونيا
بلدية إسبونيا (بالإسبانية: Esponellà) هي بلدية تقع في مقاطعة جرندة التابعة لمنطقة كتالونيا شمال شرق إسبانيا.

## الديموغرافيا
بلغ عدد سكان بلدية إسبونيا 451 نسمة عام 2011 (وفقاً للمعهد الوطني الإسباني للإحصاء).
| 404 | 398 | 392 | 432 | 441 | 462 | 451 |